# Segurança (virtude)
Segurança (em latim: Securitas), na mitologia romana, era a deusa da segurança e da estabilidade, especialmente a segurança do Império Romano. Na moeda, Securitas era normalmente representada apoiada numa coluna.